# Wasla

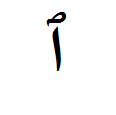
Wasla op de alif: verbindingsalif in beklinkerde teksten

Waṣla (وصلة) is een optioneel schriftteken uit het Arabisch schrift, dat voor beklinkering van teksten dient. Zijn verschijningsvorm is gelijkaardig aan die van een kleine letter sad boven op een alif. Ook geeft men de wasla wel eenvoudigweg weer als een alif zonder hamza.
De wasla heeft als functie aan te geven dat men de alif niet uitspreekt. Voorbeeld: بٱسم .
De wasla komt uitsluitend voor aan het begin van een woord en kan voorkomen na een voorzetsel of na het bepaald lidwoord.
Men beschouwt de alif van het bepaald lidwoord (ال - al) zelf ook als een wasla. De wasla komt veel voor bij gebiedende werkwoorden, bij de werkwoordstammen VII tot en met X en hun afgeleide vormen en bij de masdar-vormen: de bij de werkwoorden behorende zelfstandige naamwoorden.
Aangezien de hamza altijd een alif heeft als draagklinker, kan de wasla alleen maar op de letter alif staan. Een dergelijke alif noemt men een verbindingsalif. Het tegenovergestelde hiervan is de scheidingsalif.

## Wasla in Unicode
Wasla heeft men in zijn verbinding met de alif als apart teken in de code opgenomen. In sommige tekensets ontbreekt dit teken echter.
| Unicode Codepoint | U+0671            |
| Unicode-Name      | ARABIC ALEF WASLA |
| HTML              | &#1649;           |
| ISO 8859-6        | niet beschikbaar  |

Basisalfabet: ا (alif) · 
ب (ba) · 
ت (ta) · 
ث (tha) · 
ج (jim) ·
ح (ḥa) ·
خ (kha) ·
د (dal) ·
ذ (dhal) ·
ر (ra) ·
ز (zai) ·
س (sin) ·
ش (sjin) ·
ص (ṣad) ·
ض (ḍad) ·
ط (ṭah) ·
ظ (ẓa) ·
ع (ain) ·
غ (gain) ·
ف (fa) ·
ق (qaf) ·
ك (kaf) ·
ل (lam) ·
م (mim) ·
ن (nun) ·
ه (ha) ·
و (waw) ·
ي (ya)
Aanvullende tekens: ء (hamza) ·
آ (alif madda) ·
ة (tāʾ marbūṭa) ·
ى (alif maqṣūra) ·
لا (lām-alif)
Klinkertekens: fatḥa ·
kasra ·
ḍamma ·
shadda ·
sukūn ·
waṣla